# Horst-Michael Pelikahn
Horst-Michael Pelikahn (* 11. November 1952 in Dortmund) ist ein deutscher politischer Beamter (SPD). Er war vom 15. März 2012 bis Februar 2015 Staatsrat der Behörde für Wissenschaft und Forschung und seit Februar 2014 zugleich Staatsrat der Kulturbehörde der Freien und Hansestadt Hamburg. Von Februar 2015 bis März 2016 amtierte Pelikahn gänzlich als Staatsrat der Kulturbehörde Hamburg.

## Leben und Beruf
Nach dem Abitur 1971 absolvierte Pelikahn ein Studium der Rechtswissenschaften an der Universität Hamburg, das er 1980 mit der Großen Juristischen Staatsprüfung abschloss. Anschließend studierte er bis 1982 mit einem Promotionsstipendium am Max-Planck-Institut für ausländisches und internationales Privatrecht in Hamburg. Seine Dissertation zum Dr. jur. befasst sich mit dem Thema „Internationale Rohstoffabkommen“.
Seine berufliche Laufbahn begann Pelikahn 1982 mit dem Eintritt in die Hamburger Verwaltung, wo er zunächst Referent, dann Abteilungsleiter im Rechtsamt der damaligen Baubehörde (heute: Behörde für Stadtentwicklung und Wohnen) war. 1991 wechselte er in die Finanzbehörde, wo er Leiter der Abteilung „Geld und Kredit, Vermögen und Schulden“ wurde. Im Jahre 1993 übernahm er die Leitung des Amtes für Wohnungswesen in der Baubehörde und avancierte dort im Jahre 2000 zum Senatsdirektor und Mitglied der Behördenleitung mit den Aufgabenbereichen Recht, Finanzen, Organisation, Personal, Verwaltungsmodernisierung und Unternehmensbeteiligungen.
Am 15. März 2012 wurde Pelikahn als Nachfolger für die erkrankte Kristina Böhlke zum Staatsrat der Behörde für Wissenschaft und Forschung ernannt. Nach dem Ausscheiden von Ralf Kleindiek aus dem Hamburger Staatsdienst rückte Kulturstaatsrat Nikolas Hill auf dessen Posten in der Behörde für Justiz und Gleichstellung und Pelikahn übernahm am 1. Februar 2014 zusätzlich das Amt des Staatsrats der Kulturbehörde. Seit den Hamburger Bürgerschaftswahlen am 15. Februar 2015 amtiert Pelikahn gänzlich als Staatsrat der Kulturbehörde Hamburg.